# Challenge Ciclista a Mallorca
La Challenge Ciclista a Mallorca, en 2016 oficialmente Playa de Palma Challenge Ciclista a Mallorca; también llamada Vuelta Ciclista a Mallorca, Challenge Vuelta a Mallorca o cualquiera de las denominaciones anteriores omitiendo el término "Ciclista"), es la prueba ciclista que abre el calendario ciclista profesional en España compuesta por "trofeos", cuyo primero es el primer domingo del mes de febrero, durante cinco o cuatro días consecutivos. A diferencia de otras pruebas con las mismas características la agrupación de estas no tienen un nombre común para la UCI a pesar de que organizativamente sean gestionadas por un mismo ente.
Desde la creación de los Circuitos Continentales UCI en 2005 cada trofeo forma parte del UCI Europe Tour, dentro de la categoría 1.1. Anteriormente lo fueron de categoría 1.4 y a partir de 2002 de categoría 1.3.
Aunque los trofeos puedan cambiar de fecha, trazado y nombre de un año para otro, siempre empezaba por el de Mallorca (hasta 2015 que ese trofeo empezó a ser el último) y acaba por el de Calviá (excepto en 1996 y desde 2012 que la de Calviá no se disputa). Además, el de Mallorca siempre tiene un trazado llano de unos 110 km  (hasta 2015 que empezó a tener un kilometraje tradicional); y en alguno, e incluso varios, de los demás trofeos siempre aparecen los altos de Puig Major y Sóller como principales dificultades montañosas aunque nunca con final en alto.
Cada trofeo es una competición independiente (5 o 4 en total), por lo que únicamente optaban a la victoria en la general los ciclistas que completasen la totalidad de los trofeos que componen la Challenge, aunque esta fue una clasificación oficiosa, que no era considerada victoria por parte de la UCI, al no ser una "carrera" completa. Por ello la propia UCI a partir de la edición del 2010 prohibió cualquier tipo de clasificaciones oficiosas de la suma de todos los trofeos. En ese aspecto también había clasificaciones de los puntos, montaña y metas volantes entre otras que a partir de dicha edición se dieron individualmente por cada trofeo. Por ello se cambió la denominación eliminando el término "Vuelta" del nombre de la carrera.
Está organizada por Unisport Consulting.

## Palmarés de los trofeos

### Trofeo Palma
Nombres anteriores:
- Trofeo Mallorca
- Trofeo Palma de Mallorca
- Trofeo Playa de Palma-Palma
- Trofeo Playa de Palma

| Año                         | Ganador           | Segundo                   | Tercero                       |
| --------------------------- | ----------------- | ------------------------- | ----------------------------- |
| Trofeo Mallorca             |                   |                           |                               |
| 1992                        | Kenneth Weltz     | Alfonso Gutiérrez         | Juan Carlos González Salvador |
| 1993                        | Asiat Saitov      | Laurent Jalabert          | Tom Cordes                    |
| 1994                        | Joan Llaneras     | David García Dapena       | Iñaki Gastón                  |
| 1995                        | Adriano Baffi     | Samuele Schiavina         | Laurent Jalabert              |
| 1996                        | Jeroen Blijlevens | Ángel Edo                 | Jeremy Hunt                   |
| 1997                        | Erik Zabel        | Laurent Jalabert          | Michael van der Wolf          |
| 1998                        | Erik Zabel        | Robbie McEwen             | Jeremy Hunt                   |
| 1999                        | Jeroen Blijlevens | Tom Steels                | Mario Cipollini               |
| 2000                        | Óscar Freire      | Erik Zabel                | Paolo Bettini                 |
| 2001                        | Erik Zabel        | Sven Teutenberg           | Tom Steels                    |
| 2002                        | Isaac Gálvez      | Erik Zabel                | Thorsten Wilhelms             |
| 2003                        | Isaac Gálvez      | Allan Davis               | Alejandro Valverde            |
| 2004                        | Allan Davis       | Óscar Freire              | Erik Zabel                    |
| 2005                        | Óscar Freire      | Isaac Gálvez              | Vicente Reynés                |
| 2006                        | Isaac Gálvez      | Martin Elmiger            | Heinrich Haussler             |
| 2007                        | Óscar Freire      | José Joaquín Rojas        | Guennadi Mijáilov             |
| 2008                        | Philippe Gilbert  | Graeme Brown              | Robert Förster                |
| 2009                        | Gert Steegmans    | Robbie McEwen             | José Joaquín Rojas            |
| Trofeo Palma de Mallorca    |                   |                           |                               |
| 2010                        | Robbie McEwen     | Koldo Fernández de Larrea | Óscar Freire                  |
| 2011                        | Tyler Farrar      | Fran Ventoso              | Marcel Kittel                 |
| Trofeo Palma                |                   |                           |                               |
| 2012                        | Andrew Fenn       | André Schulze             | Aleksandr Porsev              |
| 2013                        | Kenny Dehaes      | Tyler Farrar              | Benjamin Swift                |
| 2014                        | Sacha Modolo      | Jens Debusschere          | Dylan Groenewegen             |
| Trofeo Playa de Palma-Palma |                   |                           |                               |
| 2015                        | Matteo Pelucchi   | André Greipel             | Benjamin Swift                |
| Trofeo Playa de Palma       |                   |                           |                               |
| 2016                        | André Greipel     | Nacer Bouhanni            | Dylan Page                    |
| Trofeo Palma                |                   |                           |                               |
| 2017                        | Daniel McLay      | Matteo Pelucchi           | Nacer Bouhanni                |
| 2018                        | John Degenkolb    | Erik Baška                | Coen Vermeltfoort             |
| 2019                        | Marcel Kittel     | Timothy Dupont            | Hugo Hofstetter               |
| 2020                        | Matteo Moschetti  | Pascal Ackermann          | Andrea Pasqualon              |
| 2021                        | André Greipel     | Alexander Kristoff        | Christophe Noppe              |
| 2022                        | Arnaud De Lie     | Juan Sebastián Molano     | Sasha Weemaes                 |
| 2023                        | Ethan Vernon      | Biniam Girmay             | Jarne Van de Paar             |
| 2024                        | Gerben Thijssen   | Alexander Kristoff        | Marijn van den Berg           |
| 2025                        | Iúri Leitão       | Stanisław Aniołkowski     | Erlend Blikra                 |

Nota: En la edición 2011 el ciclista Tyler Farrar fue el primer clasificado, pero dicha edición no fue reconocida oficialmente por la UCI debido a que los competidores usaron auriculares (pinganillos), los cuales habían sido prohibidos para la prueba

### Trofeo Las Salinas
Nombres anteriores:
- Trofeo Alcudia
- Trofeo Cala Millor
- Trofeo Campos

| Año                | Ganador              | Segundo                       | Tercero                        |
| ------------------ | -------------------- | ----------------------------- | ------------------------------ |
| Trofeo Alcudia     |                      |                               |                                |
| 1992               | Alfonso Gutiérrez    | Juan Carlos González Salvador | Manuel Jorge Domínguez         |
| 1993               | Alfonso Gutiérrez    | Asiat Saitov                  | Ángel Edo                      |
| 1994               | Asier Guenetxea      | Alfonso Gutiérrez             | Ángel Edo                      |
| 1995               | Jeroen Blijlevens    | Ángel Edo                     | Adriano Baffi                  |
| 1996               | Godert de Leeuw      | Rolf Aldag                    | Federico Colonna               |
| 1997               | Peter van Petegem    | Erik Zabel                    | Erik Dekker                    |
| 1998               | Jeremy Hunt          | Robbie McEwen                 | Miguel Ángel Martín Perdiguero |
| 1999               | Claus Michael Møller | Francisco Cabello Luque       | Erik Dekker                    |
| 2000               | Robbie McEwen        | Erik Zabel                    | Rubén Galván                   |
| 2001               | Michael Boogerd      | Fabian Jeker                  | Félix García Casas             |
| 2002               | Igor Flores          | Paolo Bettini                 | Francisco Cabello Luque        |
| 2003               | Allan Davis          | Erik Zabel                    | Gerben Löwik                   |
| 2004               | Óscar Freire         | Erik Zabel                    | Allan Davis                    |
| Trofeo Cala Millor |                      |                               |                                |
| 2005               | Óscar Freire         | Isaac Gálvez                  | Dimitri De Fauw                |
| 2006               | Isaac Gálvez         | Robert Förster                | Paolo Bettini                  |
| 2007               | Vicente Reynés       | José Joaquín Rojas            | Tomas Vaitkus                  |
| 2008               | Graeme Brown         | Denis Flahaut                 | Gert Steegmans                 |
| 2009               | Robbie McEwen        | Graeme Brown                  | Guillaume Blot                 |
| 2010               | Óscar Freire         | André Greipel                 | Manuel Antonio Cardoso         |
| 2011               | Tyler Farrar         | John Degenkolb                | Leigh Howard                   |
| Trofeo Migjorn     |                      |                               |                                |
| 2012               | Andrew Fenn          | Aleksandr Porsev              | Matteo Pelucchi                |
| Trofeo Campos      |                      |                               |                                |
| 2013               | Leigh Howard         | Tyler Farrar                  | José Joaquín Rojas             |
| Trofeo Las Salinas |                      |                               |                                |
| 2014               | Sacha Modolo         | Benjamin Swift                | Gianni Meersman                |
| 2015               | Matteo Pelucchi      | Elia Viviani                  | José Joaquín Rojas             |
| 2016               | André Greipel        | Sam Bennett                   | Edvald Boasson Hagen           |
| 2017               | André Greipel        | Jonas Van Genechten           | Daniel McLay                   |
| 2018               | John Degenkolb       | Sondre Enger                  | Jasper De Buyst                |
| 2019               | Jesús Herrada        | Guillaume Martin              | Bauke Mollema                  |
| 2020               | Matteo Moschetti     | Pascal Ackermann              | Jon Aberasturi                 |
| 2021               | André Greipel        | Alexander Kristoff            | Christophe Noppe               |
| 2022               | Biniam Girmay        | Ryan Gibbons                  | Giacomo Nizzolo                |
| 2023               | Marijn van den Berg  | Ethan Vernon                  | Biniam Girmay                  |
| 2024               | Paul Magnier         | Alberto Dainese               | Luke Lamperti                  |
| 2025               | Marijn van den Berg  | Anthony Turgis                | Erlend Blikra                  |

### Trofeo de Tramontana Sóller-Deyá
Nombres anteriores:
- Trofeo Sóller
- Trofeo Inca
- Trofeo Sierra de Tramontana

| Año | Ganador                       | Segundo                  | Tercero                  |
| --- | ----------------------------- | ------------------------ | ------------------------ |
| 'Trofeo Sóller |                               |                          |                          |
| 1992 | Juan Carlos González Salvador | Antonio Esparza          | Erik Dekker              |
| 1993 | Laurent Jalabert              | Asiat Saitov             | Ángel Edo                |
| 1994 | Ángel Edo                     | Alfonso Gutiérrez        | Herminio Díaz Zabala     |
| 1995 | Laurent Jalabert              | Adriano Baffi            | Asiat Saitov             |
| 1996 | Francisco Cabello Luque       | Laurent Jalabert         | Ignacio García Camacho   |
| 1997 | Laurent Jalabert              | Francisco Benítez        | Alex Zülle               |
| 1998 | Tom Steels                    | Léon van Bon             | Andreas Klier            |
| 1999 | Mario Cipollini               | Robbie McEwen            | Tom Steels               |
| 2000 | Francisco Cabello Luque       | Pedro Horrillo           | Erik Zabel               |
| 2001 | Mathew Hayman                 | Erik Zabel               | Robbie McEwen            |
| 2002 | Óscar Freire                  | Tom Steels               | Erik Zabel               |
| 2003 | Alexandr Usov                 | Isaac Gálvez             | Erik Zabel               |
| 2004 | Alejandro Valverde            | David Blanco             | Rubén Plaza              |
| 2005 | Alejandro Valverde            | Ricardo Serrano González | Aitor Pérez Arrieta      |
| 2006 | Paolo Bettini                 | Antonio Colom            | David Bernabéu           |
| 2007 | Antonio Colom                 | Luis León Sánchez        | Alberto Contador         |
| 2008 | Philippe Gilbert              | Sebastian Langeveld      | Maarten Wynants          |
| Trofeo Inca |                               |                          |                          |
| 2009 | Antonio Colom                 | Edvald Boasson Hagen     | Jérôme Pineau            |
| 2010 | Linus Gerdemann               | Rafa Valls               | Manuel Vázquez Hueso     |
| 2011 | Ben Hermans                   | Arkaitz Durán            | Xavi Tondo               |
| Trofeo Sierra de Tramontana 2012 edición cancelada debido a condiciones climáticas adversas"`UNIQ--ref-00000007-QINU`"' |                               |                          |                          |
| 2013 | Alejandro Valverde            | Sergio Luis Henao        | Robert Gesink            |
| 2014 | Michał Kwiatkowski            | Edvald Boasson Hagen     | Francesco Gavazzi        |
| 2015 | Alejandro Valverde            | Tim Wellens              | Leopold König            |
| 2016 | Fabian Cancellara             | Michał Kwiatkowski       | Tiesj Benoot             |
| 2017 | Tim Wellens                   | Louis Vervaeke           | Vicente García de Mateos |
| 2018 | Tim Wellens                   | Gianni Moscon            | Alejandro Valverde       |
| Trofeo de Tramontana Sóller-Deyá                                                                                        |                               |                          |                          |
| 2019 | Tim Wellens                   | Emanuel Buchmann         | Alejandro Valverde       |
| 2020 | Emanuel Buchmann              | Alejandro Valverde       | Gregor Mühlberger        |
| 2021 | Jesús Herrada                 | Jonathan Lastra          | Héctor Carretero         |
| 2022 | Tim Wellens                   | Alejandro Valverde       | Simon Clarke             |
| 2023 | Kobe Goossens                 | Lennert Van Eetvelt      | Ilan Van Wilder          |
| 2024 | Lennert Van Eetvelt           | Aleksandr Vlásov         | Brandon McNulty          |
| 2025 | Florian Stork                 | Martin Marcellusi        | Markus Hoelgaard         |

### Trofeo Andrach-Pollensa
Nombres anteriores:
- Trofeo Manacor
- Trofeo Pollensa
- Trofeo Magaluf-Palmanova
- Trofeo Playa de Muro
- Trofeo Andrach
- Trofeo Pollensa-Andrach
- Trofeo Andrach-Mirador des Colomer
- Trofeo Lloseta-Andrach
- Pollensa-Andrach

| Año                                                                   | Ganador            | Segundo                        | Tercero                        |           |
| --------------------------------------------------------------------- | ------------------ | ------------------------------ | ------------------------------ | --------- |
| Trofeo Manacor                                                        |                    |                                |                                |           |
| 1992                                                                  | Alfonso Gutiérrez  | Juan Carlos González Salvador  | Vadim Chabalkine               |           |
| 1993                                                                  | Laurent Jalabert   | Asiat Saitov                   | Manuel Fernández Ginés         |           |
| 1994                                                                  | José Ramón Uriarte | Mariano Rojas                  | David García Markina           |           |
| 1995                                                                  | Samuele Schiavina  | Laurent Jalabert               | Adriano Baffi                  |           |
| 1996                                                                  | Federico Colonna   | Jeremy Hunt                    | Rolf Aldag                     |           |
| 1997                                                                  | Hendrik van Dyck   | Erik Zabel                     | Tom Steels                     |           |
| 1998                                                                  | Elio Aggiano       | Miguel Ángel Martín Perdiguero | Léon van Bon                   |           |
| 1999                                                                  | Mario Cipollini    | Steven de Jongh                | Erik Zabel                     |           |
| 2000                                                                  | Paolo Bettini      | Erik Zabel                     | Giuseppe Di Grande             |           |
| 2001                                                                  | Erik Zabel         | Sven Teutenberg                | Robbie McEwen                  |           |
| 2002                                                                  | Óscar Freire       | Isaac Gálvez                   | Erik Zabel                     |           |
| 2003                                                                  | Isaac Gálvez       | Fabrizio Guidi                 | Erik Zabel                     |           |
| 2004                                                                  | Allan Davis        | Erik Zabel                     | Danilo Hondo                   |           |
| 2005                                                                  | Alejandro Valverde | Ronald Mutsaars                | Steven de Jongh                |           |
| Trofeo Pollensa                                                       |                    |                                |                                |           |
| 2006                                                                  | David Bernabéu     | Julián Sánchez Pimienta        | Paolo Bettini                  |           |
| 2007                                                                  | Thomas Dekker      | Vladímir Gúsev                 | Alberto Fernández de la Puebla |           |
| 2008                                                                  | José Joaquín Rojas | Giovanni Visconti              | Philippe Gilbert               |           |
| 2009                                                                  | Daniele Bennati    | Tom Leezer                     | Jérôme Pineau                  |           |
| Trofeo Magaluf-Palmanova                                              |                    |                                |                                |           |
| 2010                                                                  | André Greipel      | Koldo Fernández de Larrea      | Manuel Antonio Cardoso         |           |
| 2011                                                                  | Murilo Fischer     | Óscar Freire                   | José Joaquín Rojas             |           |
| 2012 edición cancelara por problemas financieros Trofeo Playa de Muro |                    |                                |                                |           |
| 2013                                                                  | Leigh Howard       | Maarten Wynants                | Davide Cimolai                 |           |
| 2014                                                                  | Gianni Meersman    | Fran Ventoso                   | Benjamin Swift                 |           |
| Trofeo Andrach                                                        |                    |                                |                                |           |
| 2015                                                                  | Stephen Cummings   | Alejandro Valverde             | Davide Formolo                 |           |
| Trofeo Pollensa-Andrach                                               |                    |                                |                                |           |
| 2016                                                                  | Gianluca Brambilla | Michał Kwiatkowski             | Zdeněk Štybar                  |           |
| Trofeo Andrach-Mirador des Colomer                                    |                    |                                |                                |           |
| 2017                                                                  | Tim Wellens        | Alejandro Valverde             | Tiesj Benoot                   |           |
| Trofeo Lloseta-Andrach                                                |                    |                                |                                |           |
| 2018                                                                  | Toms Skujiņš       | Gregor Mühlberger              | Elmar Reinders                 |           |
| Trofeo Andrach-Lloseta                                                |                    |                                |                                |           |
| 2019                                                                  | Emanuel Buchmann   | Tim Wellens                    | Bauke Mollema                  |           |
| Pollensa-Andrach                                                      |                    |                                |                                |           |
| 2020                                                                  | Marc Soler         | Gregor Mühlberger              | Davide Villella                |           |
| Trofeo Andrach-Pollensa                                               |                    |                                |                                |           |
| 2021                                                                  | Winner Anacona     | Vegard Stake Laengen           | Mikel Iturria                  |           |
| 2022                                                                  | Alejandro Valverde | Brandon McNulty                | Aleksandr Vlásov               |           |
| 2023                                                                  | Kobe Goossens      | Pelayo Sánchez                 | Lennert Van Eetvelt            |           |
| 2024                                                                  | Pelayo Sánchez     | Marius Mayrhofer               | Aleksandr Vlásov               |           |
| 2025                                                                  | cancelada          | cancelada                      | cancelada                      | cancelada |

### Trofeo Deyá
Nombre anterior:
- Trofeo Calviá

Se accedió a demasiadas entidades de Wikidata. Número de entidades cargadas: 400/400.

## Palmarés de la general (no oficial)
| Año  | Ganador              | Segundo                | Tercero                 |
| ---- | -------------------- | ---------------------- | ----------------------- |
| 1992 | Javier Murguialday   | Federico García        | Fabrice Philipot        |
| 1993 | Laurent Jalabert     | Neil Stephens          | Federico Echave         |
| 1994 | David García Markina | Joan Llaneras          | Ángel Casero            |
| 1995 | Alex Zülle           | Adriano Baffi          | Ángel Edo               |
| 1996 | Francisco Cabello    | Ignacio García Camacho | Íñigo Cuesta            |
| 1997 | Laurent Jalabert     | Francisco Benítez      | Unai Osa                |
| 1998 | Léon van Bon         | Tom Steels             | Wilfried Peeters        |
| 1999 | José Luis Rebollo    | Francisco Cabello      | Claus Michael Møller    |
| 2000 | Francisco Cabello    | Pedro Horrillo         | Erik Zabel              |
| 2001 | Mathew Hayman        | Francisco Cabello      | Félix García Casas      |
| 2002 | Francisco Cabello    | José Iván Gutiérrez    | José Luis Rebollo       |
| 2003 | Alejandro Valverde   | Joaquim Rodríguez      | Francisco Cabello       |
| 2004 | Antonio Colom        | Carlos García Quesada  | David Blanco            |
| 2005 | Alejandro Valverde   | David Muñoz            | Aitor Pérez Arrieta     |
| 2006 | David Bernabéu       | Antonio Colom          | Julián Sánchez Pimienta |
| 2007 | Luis León Sánchez    | Vladimir Gusev         | Ezequiel Mosquera       |
| 2008 | Philippe Gilbert     | Aitor Pérez Arrieta    | Haimar Zubeldia         |
| 2009 | Antonio Colom        | Jérôme Pineau          | Edvald Boasson Hagen    |

## Palmarés de los trofeos por países
| País          | Victorias |
| ------------- | --------- |
| España        | 7         |
| Alemania      | 7         |
| Bélgica       | 5         |
| Italia        | 4         |
| Reino Unido   | 3         |
| Países Bajos  | 2         |
| Australia     | 2         |
| Dinamarca     | 1         |
| Rusia         | 1         |
| Portugal      | 1         |
| no reconocido | 1         |

| País           | Victorias |
| -------------- | --------- |
| España         | 10        |
| Australia      | 5         |
| Países Bajos   | 5         |
| Alemania       | 3         |
| Italia         | 3         |
| Reino Unido    | 2         |
| Bélgica        | 1         |
| Dinamarca      | 1         |
| Estados Unidos | 1         |
| Eritrea        | 1         |
| Francia        | 1         |

| País        | Victorias |
| ----------- | --------- |
| España      | 12        |
| Bélgica     | 9         |
| Francia     | 3         |
| Alemania    | 3         |
| Italia      | 2         |
| Australia   | 1         |
| Bielorrusia | 1         |
| Polonia     | 1         |
| Suiza       | 1         |

| País         | Victorias |
| ------------ | --------- |
| España       | 10        |
| Italia       | 7         |
| Bélgica      | 4         |
| Alemania     | 3         |
| Australia    | 2         |
| Francia      | 1         |
| Países Bajos | 1         |
| Brasil       | 1         |
| Reino Unido  | 1         |
| Letonia      | 1         |
| Colombia     | 1         |

| País           | Victorias |
| -------------- | --------- |
| España         | 6         |
| Bélgica        | 3         |
| Australia      | 2         |
| Países Bajos   | 2         |
| Venezuela      | 2         |
| Alemania       | 2         |
| Portugal       | 2         |
| Suiza          | 2         |
| Italia         | 1         |
| Noruega        | 1         |
| Sudáfrica      | 1         |
| Estados Unidos | 1         |
| Reino Unido    | 1         |

| País      | Victorias |
| --------- | --------- |
| España    | 10        |
| Bélgica   | 3         |
| Francia   | 2         |
| Alemania  | 1         |
| Australia | 1         |
| Suiza     | 1         |

## Estadísticas
| Corredor                | Victorias |
| ----------------------- | --------- |
| Óscar Freire            | 8         |
| Alejandro Valverde      | 6         |
| Isaac Gálvez            | 5         |
| André Greipel           | 5         |
| Tim Wellens             | 5         |
| Alfonso Gutiérrez       | 4         |
| Laurent Jalabert        | 4         |
| Francisco Cabello Luque | 4         |
| Erik Zabel              | 4         |
| Robbie McEwen           | 4         |
| Tom Steels              | 3         |
| Jeroen Blijlevens       | 3         |
| Allan Davis             | 3         |
| Antonio Colom           | 3         |

| País           | Victorias |
| -------------- | --------- |
| España         | 45        |
| Bélgica        | 22        |
| Alemania       | 18        |
| Italia         | 17        |
| Australia      | 12        |
| Países Bajos   | 10        |
| Reino Unido    | 7         |
| Francia        | 5         |
| Suiza          | 3         |
| Portugal       | 3         |
| Dinamarca      | 2         |
| Venezuela      | 2         |
| Estados Unidos | 2         |
| Rusia          | 1         |
| Bielorrusia    | 1         |
| Brasil         | 1         |
| Noruega        | 1         |
| Polonia        | 1         |
| Letonia        | 1         |
| Sudáfrica      | 1         |
| Colombia       | 1         |
| Eritrea        | 1         |

| Corredor           | Victorias |
| ------------------ | --------- |
| Francisco Cabello  | 3         |
| Alejandro Valverde | 2         |
| Antonio Colom      | 2         |
| Laurent Jalabert   | 2         |